# Le Journal intime d'un homme marié
Le Journal intime d'un homme marié (The Mind of the Married Man) est une série télévisée américaine en vingt épisodes de 22 minutes créée par Mike Binder et diffusée entre le 23 septembre 2001 et le 17 novembre 2002 sur HBO.
En France, la série a été diffusée à partir du 23 janvier 2003 sur Jimmy et en Belgique sur Club RTL.

## Synopsis
Micky Barnes est un homme comblé, il a tout pour être heureux : un travail intéressant, une épouse qu'il adore et un merveilleux enfant. Mais, pour un homme marié de quarante ans, les occasions de douter sont nombreuses. Aux côtés de ses deux meilleurs amis, Doug et Jake, il évoque ses inquiétudes et ses fantasmes au cours de soirées passées à fumer des cigares assis à une table de poker.

## Distribution

### Acteurs principaux
- Mike Binder (VF : Jean-Loup Horwitz) : Micky Barnes
- Taylor Nichols (VF : Arnaud Bédouet) : Doug Nelson
- Jake Weber (VF : Jean-Louis Faure) : Jake Berman
- Sonya Walger (VF : Stéphanie Lafforgue) : Donna Barnes
- Ivana Milicevic (VF : Pauline Larrieu) : Missy Bartlet
- Kate Walsh (VF : Laurence Dourlens) : Carol Nelson

### Invités
- M. Emmet Walsh (VF : Michel Modo) : Randall Evans
- Doug Williams (en) (VF : Thierry Desroses) : Kevin
- Bobby Slayton (VF : Julien Kramer) : Slayton
- Brigitte Bako : Bianca
- Tina D'Marco : Tilda
- David Marciano : Dr Paul Gianni
- Chris Marrs : Johnson
- Taylor Nichols : Doug Nelson
- Taylor Wane : Misty
- Teri Weigel : Dolly

## Épisodes

### Première saison (2001)
1. Pilote (Pilot)
2. Le Secret de l'univers (The Secret of the Universe)
3. Le Dieu du mariage (The God of Marriage)
4. Quelque part, n'importe quand (Anywhere, Anytime)
5. Une excellente nouvelle (Wonderful News)
6. Tout ça pour moi (Just Thinking of You)
7. Nos tendres années (When We Were Nice)
8. Danse et décadence (Lay Down Dancing)
9. La Vérité toute nue ( Cold Splash of Truth)

### Deuxième saison (2002)
1. Titre français inconnu (Peter Pan)
2. Titre français inconnu (The Cream of the Crop)
3. Titre français inconnu (The Plan)
4. Titre français inconnu (Full-Time Mom)
5. Titre français inconnu (20/20)
6. Titre français inconnu (The Perfect Babysitter)
7. Titre français inconnu (The Corvette)
8. Titre français inconnu (The Pony Ride)
9. Titre français inconnu (A Hard Pill to Swallow)
10. Titre français inconnu (Never Stop)